# Sport Comércio e Salgueiros
Sport Comércio e Salgueiros, comunemente abbreviato in SC Salgueiros, è una società calcistica portoghese fondata nel 1911 a Paranhos.
Dall'anno della sua rifondazione (2008) è noto come Sport Clube Salgueiros 08. Dal giugno 2015, la commissione amministrativa ha permesso al club di utilizzare lo stemma sociale del vecchio club e di togliere lo "08" dalla denominazione, sancendo di fatto l'acquisizione dei beni immateriali della vecchia società.

## Storia

### Fondazione
Nel 1911, un gruppo di amici (João da Silva Almeida, Aníbel Jacinto e Antenor) decisero di fondare un club calcistico dopo aver assistito ad una partita che opponeva F.C. Porto e S.L. Benfica al Campo da Rainha. Il gruppo di amici si riuniva dopo l'orario di lavoro e cenava in un ristorante (il Lamp 1047) tra le strade Constituição e Particular de Salgueiros per discutere idee e fondare il loro nuovo club. Così si è formato lo Sport Grupo e Salgueiros.
All'epoca il club non disponeva di risorse economiche, così i tre fondatori decisero di raccoglierle cantando canzoni natalizie porta a porta durante le vacanze di Natale del 1911. La colletta fruttò in totale 2800 reis, sufficienti per acquistare il loro primo pallone da calcio. Decisero che il colore delle loro magliette sarebbe stato il rosso come quelle del Benfica, in modo da distinguersi dai rivali cittadini delPorto.
Il loro primo campo di gioco fu l'Arca D'Água, dove giocarono i loro primi incontri che li opposero allo Sport Progresso, al Carvalhido Football Club, ed altri.

### Fusione
Nel biennio 1916-1917 il nome della squadra fu cambiato in Sport Porto e Salgueiros per una questione di orgoglio locale. Tuttavia, nel 1920, dopo una profonda crisi di carattere economico, lo Sport Porto e Salgueiros decise di unire le proprie forze con un altro club sportivo locale chiamato Sport Comércio adottando il nuovo nome di Sport Comércio e Salgueiros. Il club avrebbe giocato per svariati anni (24 in totale) nella massima divisione portoghese.

### Crisi recente e declino
Nel 2004-2005 la prima squadra, affrontando la più grave crisi economica dalla sua fondazione, fu retrocessa con provvedimento amministrativo dalla seconda divisione nazionale (allora, liga de honra) alla seconda divisione nazionale B Nord (segunda divisão B, zona Norte). A causa della crisi finanziaria tutti i giocatori partecipanti alla stagione 2004-2005 furono dilettanti, la maggior parte promossi dalle squadre giovanili.
Il club perse anche il suo stadio simbolo, (Estádio Engenheiro Vidal Pinheiro), che fu venduto all'amministrazione comunale allo scopo di costruire una stazione della metropolitana nello stesso luogo e quindi non ebbe più un'arena casalinga dove disputare le partite o allenarsi
Col perdurare della drammatica situazione finanziaria il club fallì alla fine del campionato 2004-2005.

### La rifondazione
Il Salgueiros fece il suo ritorno al calcio maggiore col nome di Sport Clube Salgueiros 08 all'inizio della stagione calcistica 2008-2009. In ogni caso, le squadre giovanili continuarono ad usare l'antico nome di Sport Comércio e Salgueiros. Il nome del club venne cambiato perché alla vecchia società Sport Comércio e Salgueiros era inibita l'acquisizione di calciatori professionisti a causa della pregressa posizione debitoria. Venne ammessa alla seconda divisione del campionato locale della Associação de Futebol do Porto, terminando al primo posto il loro girone e guadagnando l'accesso alla finale per la promozione alla prima divisione dello stesso campionato portense. Vinta la partita di finale, la squadra disputò il seguente torneo di prima divisione terminando seconda, cosa che le fece conquistare la promozione nella Lega d'Onore della Associação de Futebol do Porto. Nel campionato 2011-2012, allenata dall'ex calciatore Carlos Secretário, il Salgueiros 08 finì di nuovo seconda nella Lega d'Onore e venne così ammessa alla Terza Divisione portoghese. Una nuova promozione avvenne al termine del campionato 2012-2013, cosa che permise al club di disputare la stagione 2013-2014 nel Campeonato Nacional de Seniores, attuale terzo livello del campionato di calcio lusitano, dove arrivò quinta (su 10) nel proprio girone e quindi fuori dalle scelte per il girone finale che determinava la promozione. Meglio disputata fu la stagione 2014-2015 che vide la squadra accedere al proprio girone finale, ma piazzarsi solo sesta, lontana dai giochi per la Segunda Liga.

## Rosa 2020-2021
| N. |                       | Ruolo | Calciatore      |
| -- | --------------------- | ----- | --------------- |
| 1  | Portogallo (bandiera) | P     | Nuno Castro     |
| 3  | Brasile (bandiera)    | D     | Laércio         |
| 5  | Portogallo (bandiera) | D     | Moreira         |
| 7  | Portogallo (bandiera) | A     | Miguel Baptista |
| 8  | Portogallo (bandiera) | C     | Braga           |
| 10 | Portogallo (bandiera) | C     | Rúben Alves     |
| 11 | Portogallo (bandiera) | C     | Filipe Ferreira |
| 14 | Svizzera (bandiera)   | C     | Andrea Pereira  |
| 20 | Portogallo (bandiera) | C     | Bruno Sousa     |
| 21 | Portogallo (bandiera) | D     | Miguel Pereira  |
| 23 | Portogallo (bandiera) | C     | Tiago Penantes  |
| 24 | Portogallo (bandiera) | P     | Bruno Pinto     |

| N. |                           | Ruolo | Calciatore       |
| -- | ------------------------- | ----- | ---------------- |
| 26 | Portogallo (bandiera)     | D     | José Vilaça      |
| 37 | Portogallo (bandiera)     | D     | Paulo Monteiro   |
| 44 | Costa d'Avorio (bandiera) | D     | Christ Konan     |
| 71 | Brasile (bandiera)        | C     | Tarcísio         |
| 75 | Portogallo (bandiera)     | A     | Zé Domingos      |
| 80 | Capo Verde (bandiera)     | C     | Yannick Semedo   |
| 97 | Portogallo (bandiera)     | D     | Francisco Afonso |
| 99 | Portogallo (bandiera)     | P     | Diogo Madureira  |
|    | Portogallo (bandiera)     | D     | Ricardinho       |
|    | Guinea-Bissau (bandiera)  | A     | Grinood Costa    |
|    | Portogallo (bandiera)     | A     | Rúben Fonseca    |
|    | Portogallo (bandiera)     | C     | João Victor      |

## Palmarès

### Competizioni nazionali
- Segunda Divisão: 2

1956–1957, 1989–1990

### Competizioni regionali
- Campeonato do Porto: 1

1917–1918
- Taça de Honra do Porto: 2

1976–1977, 1979–1980

### Altri piazzamenti
- Taça Ribeiro dos Reis:

Terzo posto: 1966-1967, 1968-1969, 1969-1970

## Statistiche

### Partecipazioni alle competizioni europee
| Coppa UEFA 1991–92 - Primo Turno | Coppa UEFA 1991–92 - Primo Turno | Coppa UEFA 1991–92 - Primo Turno | Coppa UEFA 1991–92 - Primo Turno | Coppa UEFA 1991–92 - Primo Turno |
| Data                             | Casa                             | Risultato                        | Trasferta                        | Luogo                            |
| -------------------------------- | -------------------------------- | -------------------------------- | -------------------------------- | -------------------------------- |
| 19/09/1991                       | Salgueiros                       | 1-0                              | Saint-Cannes                     | Porto (Bessa)                    |
| 03/10/1991                       | Saint-Cannes                     | 1-0 (2–4 p)                      | Salgueiros                       | Cannes                           |

## Altre divisioni sportive
Il club si è distinto in parecchi sport, come calcio, pallanuoto, pallamano e atletica leggera e malgrado il Salgueiros non possieda una piscina, la squadra di pallanuoto allenata da Nuno Mariani, vinse il suo 12º titolo consecutivo nel 2006, arrivando seconda l'anno successivo e vincendo il suo 13° nel 2008.